# سنگاسین حلوا
سنگاسین حلوا، یکی از خوراک‌های محلی در استان گیلان است. مواد این حلوا را آرد برنج خوب، شیره انگور یا دوشاب، کره، برگ تازه نارنج یا نارنگی و مغز گردوی سائیده شده تشکیل می‌دهد. این حلوا بیشتر در عید نوروز و فصل بهار که برگ نارنج تازه است تهیه می‌شود.